# Kanada űrkutatása
Kanada űrkutatása Kanada már 1962-ben belépett az űrhatalmak sorába. 
Az Egyesült Államokkal szoros együttműködésben tudományos és gyakorlati célú nemzeti  űrkutatási programot folytat. Az űrkutatási tevékenységet az Interdepartmental Committee on Space (Tárcaközi Űrkutatási Bizottság) koordinálja a National Research Council (Nemzeti Kutatási Tanács) (NRC) űrkutatási bizottságának tudományos tanácsadása mellett. A kutatás egyetemeken és az NRC intézetben folyik. Önálló hordozórakétával nem rendelkezik, de nagy tapasztalatai vannak a mesterséges holdak előállításában. A kanadai is rendelkezik kísérleti teleppel, neve Churchill Research Range, a hazai gyártású Black Brant rakétákat innen idntották. 1962-ben a Szovjetunió, Amerika, Anglia után negyedikként lépett a műholdkészítő űrhatalmak sorába. Kanada széles körű kutatási programot bonyolít magas-légköri rakétákkal és földi eszközökkel is.

## Kutatási programok
1962-1965 között több saját fejlesztésű Pacsirta ionoszféra-kutató műholdat helyeztek kutatópályára.
Az  ionoszféra kutatás elősegítésére a Kanadai Űrügynökség (Canadian Space Agency) és a NASA együttműködést kötött. Kanada négy műholdat tervezett, fejlesztett és épített, Amerika a szükséges infrastruktúrát és hordozórakétákat biztosította. Megépült az Alouette–1 és  Alouette–2. Az Alouette–1 szolgáltatásait öt mérési körre biztosították. Az Alouette–2 (ISIS–X) mérési (kutatási) hatályát kiterjesztették lefedettségben és kibővített vizsgálati módszerekkel. Az ISIS–1 sokkal bonyolultabb, mint az Alouette–2, programját, műszerezettségét az amerikai és kanadai kormányzati egyetemein készítették. Az ISIS–2 megegyezett  az ISIS–1 műholddal. A program kibővített része volt az ISIS–3, a kommunikációs igények miatt a kanadai kormány átcsoportosította költségvetését.
A kanadai kormány törekvése volt, hogy az ipari vállalatokat bevonja az űrkutatás programjába, kialakítandó a tudományos kutatások technikai hátterét. Gyártóként szerepelt az RCA Victor Company of Montreal és a Havilland Aircraft Kanada Toronto. Az alkalmazott kutatások elősegítésére megalapították a  SPAR Aerospace vállalatot. Kanada vezető kutatási programra fejlesztette az ionoszféra optikai és frekvencia hangjelzős mérését, megjelenítését.
Az  Alouette és az ISIS műholdak 500-3000 kilométer közötti poláris pályán végezték feladatukat. Napelemekkel burkolt, szferoid alakú, 1,07 méter átmérőjű, 0,86 méter magas holdak tömege 145 kilogramm volt.

### Alouette
Az Alouette–1 pályája az ionoszféra maximálisan ionizált rétege fölött húzódott. Tízéves működés után kapcsolták ki. Az Alouette–2 (ISIS–X) mérési (kutatási) hatályát, az  Alouette–1-hez képest kiterjesztették lefedettségben és kibővített vizsgálati módszerekkel. 

### ISIS
1969-ben az ISIS–1-et 1971.ben az ISIS–2 ionoszféra-kutató műholdakat helyezték excentrikus pályára. 

### Telesat
1972-1973 között a három testvér (Anik–1) geostacionárius távközlési műholdat a Kennedy Űrközpontból Delta hordozórakétákkal állították pályára. Henger alakú, 1,80 méter átmérőjű, 3,3 méter magas holdak tömege 270 kilogramm volt. Célja az ország belső távközlési hálózatának biztosítása.

### CTS
CTS–1 (Communications Technology Satellite) második generációs távközlési technológiai műholdakat a Keleti Kísérleti Telepről indították. A negyedik távközlési műhold pályára állítása 1978-ban történt.

### Space Shuttle
Az együttműködés keretében az amerikai űrrepülőgépek alkatrészeinek gyártásában is rész vesz. Kanadában gyártották az űrrepülőgépek rakodóterének manipulátorszerkezetét.
Kanada részt vesz a Nemzetközi Űrállomás tudományos programjába, ahol szintén elhelyezték a Canadarm2 manipulátorszerkezetet.
2006-ban indították a CloudSatot, az amerikai-kanadai műholdat, amely az A-Train program keretében a földi felhőket tanulmányozza.